# ニール・イネス
ニール・イネス（Neil Innes、1944年12月9日 - 2019年12月29日）は、コミック・ソングを得意とするミュージシャンであり、コメディアン。イングランド・エセックス州ダンブリー（現：シティ・オブ・チェルムスフォード）出身。ボンゾ・ドッグ・ドゥー・ダー・バンドの中心メンバー。エリック・アイドルと組み、モンティ・パイソンやラトルズの楽曲を手がけた。

## 概要

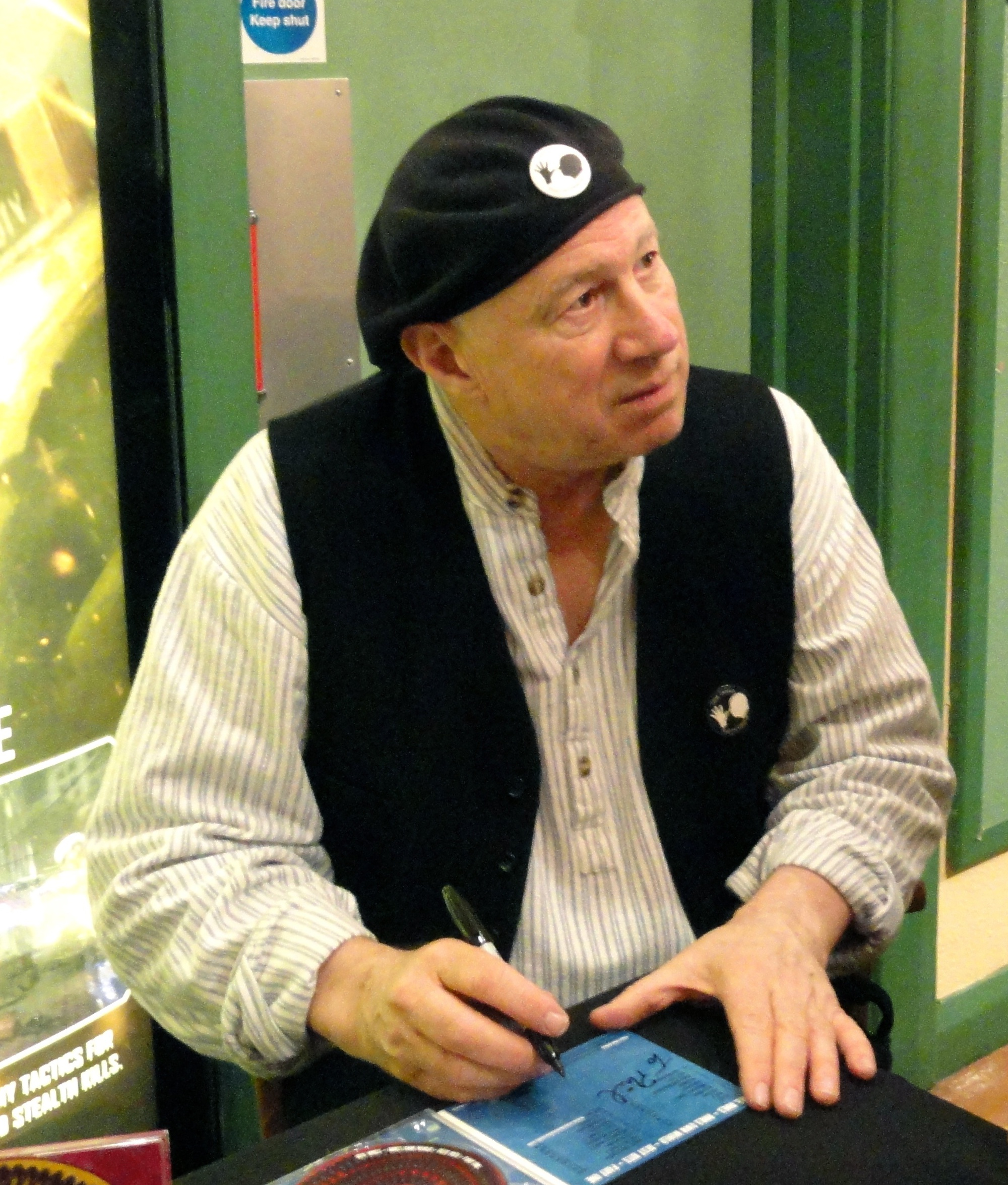
晩年期（2011年）

- ビートルズのテレビ映画『マジカル・ミステリー・ツアー』にボンゾ・ドッグ・ドゥー・ダー・バンドのメンバーとしてニールは出演し、ピアノを演奏している。
- ジョージ・ハリスンの1976年発売のアルバム『33 1/3』からのシングルカット「人生の夜明け」のPVにて乳母役で出演。
- イギリスのロックバンドのオアシスの「ホワットエヴァー」は、ニールの「How Sweet To Be An Idiot」のメロディを拝借しているとして話題になった。これに対しニールはラトルズのアルバム『アーキオロジー』の収録曲「シャングリ・ラ」のイントロで「ホワットエヴァー」のイントロをパクリ返している。現在では「ホワットエヴァー」の作曲者にニールの名前が入っている。
- 2019年12月29日、75歳で死去。持病はなく、突然の死であった（ニューヨーク・タイムズは心筋梗塞と報じている）[1]。同年秋にリリースしたばかりのアルバム『Nearly Really』が遺作となっている[2]。

## ディスコグラフィ

### ソロ・アルバム
- 『ハウ・スウィート・トゥ・ビー・アン・イディオット』 - How Sweet to Be an Idiot (1973年)
- 『ラトランド・ウィークエンド・ソングブック』 - The Rutland Weekend Songbook (1976年) ※エリック・アイドル&ニール・イネス名義
- 『テイキング・オフ』 - Taking Off (1977年)
- 『ブック・オブ・レコーズ』 - The Innes Book of Records (1979年)
- 『オフ・ザ・レコード』 - Off the Record (1982年)
- Erik the Viking (1989年) ※映画『エリック・ザ・バイキング/バルハラへの航海』サウンドトラック
- Re-Cycled Vinyl Blues (1994年) ※コンピレーション
- Recollections 1 (2000年)
- Recollections 2 (2001年)
- Recollections 3 (2001年)
- Works in Progress (2005年)
- Live At Martyrs (2005年)
- Dogman (A Comedy Musical Story For Children) (2005年)
- Innes Own World – Best Bits Part One (2010年)
- Innes Own World – Best Bits Part Two (2010年)
- Back Catalogue: Silly Songs (2010年)
- Back Catalogue: Love Songs (2010年)
- Back Catalogue: Protest Songs (2010年)
- Back Catalogue: Party Songs (2010年)
- 『フェアウェル・ポステリティ・ツアー』 - Farewell Posterity Tour (2014年) ※ニール・イネス&ファッツォ名義
- 『イネスその世界 - ラジオ的回顧録』 - Innes Own World – Best Bits Parts One & Two (2015年) ※コンピレーション
- Nearly Really (2019年)

### ボンゾ・ドッグ・ドゥー・ダー・バンド
- 『ゴリラ』 - Gorilla (1967年)
- 『おばあちゃんの温室のドーナツ』 - The Doughnut in Granny's Greenhouse (1968年)
- 『タッドポールズ』 - Tadpoles (1969年)
- 『ケインシャム』 - Keynsham (1969年)
- 『レッツ・メイク・アップ・アンド・ビー・フレンドリー』 - Let's Make Up and Be Friendly (1972年)
- Pour l'Amour des Chiens (2007年)

### ザ・ワールド
- 『ラッキー・プラネット』 - Lucky Planet (1970年)

### グリムス
- 『グリムス』 - Grimms (1973年)
- 『ロッキン・ダック』 - Rockin' Duck (1973年)
- 『スリーパーズ』 - Sleepers (1976年)

### ラトルズ
- 『ラトルズがやって来た オール・ユー・ニード・イズ・キャッシュ (四人もアイドル)』 - The Rutles (1978年)

架空のバンド、ラトルズが世界を席巻するアメリカ NBC の特別番組 ALL YOU NEED IS CASH のサウンドトラック。ロン・ナスティ役としてニールも出演。ビートルズを彷彿とさせる楽曲のほとんどをニールが作詞・作曲。グラミー賞のコメディ音楽録音部門にノミネートされた。音楽のみならずその演技の評価も非常に高く、ニールを語る上で欠かせない代表作の一つである。
- 『アーキオロジー』 - Archaeology (1996年) ※ラトルズ再結成時のアルバム。
- 『生搾りライヴ (Live + Raw)』 - Live + Raw (2014年) ※ライブ・アルバム